# Buncombe (Illinois)
Buncombe – wieś w Stanach Zjednoczonych, w stanie Illinois, w hrabstwie Johnson.